# Hindang
Hindang is een gemeente in de Filipijnse provincie Leyte op het eiland Leyte. Bij de laatste census in 2007 had de gemeente bijna 20 duizend inwoners.

## Geografie

### Bestuurlijke indeling
Hindang is onderverdeeld in de volgende 20 barangays:
| - Anahaw - Anolon - Baldoza - Bontoc - Bulacan - Canha-ayon - Capudlosan - Doos Del Norte - Doos Del Sur - Himacugo | - Himokilan Island - Katipunan - Maasin - Mabagon - Mahilum - Poblacion 1 - Poblacion 2 - San Vicente - Tabok - Tagbibi |

## Demografie
Hindang had bij de census van 2007 een inwoneraantal van 19.927 mensen. Dit zijn 1.434 mensen (7,8%) meer dan bij de vorige census van 2000. De gemiddelde jaarlijkse groei komt daarmee uit op 1,04%, hetgeen lager is dan het landelijk jaarlijks gemiddelde over deze periode (2,04%). Vergeleken met de census van 1995 is het aantal mensen met 3.360 (20,3%) toegenomen.

De bevolkingsdichtheid van Hindang was ten tijde van de laatste census, met 19.927 inwoners op 50,04 km², 398,2 mensen per km².